# مدير عام (إدارة)
المدير العام (الجمع: المديرون العامّون) هو مسؤول تنفيذي كبير، وغالبًا الرئيس التنفيذي ضمن مؤسّسة حكوميّة أو قانونيّة أو منظّمة غير حكوميّة أو قطاع ثالث أو مؤسّسة غير ربحية. يُستخدم المصطلح بشكل شائع في العديد من البلدان في جميع أنحاء العالم، ولكن مع معاني مختلفة.

## أستراليا
في معظم الولايات الأستراليّة، يعدّ المدير العام أكبر موظّف مدني في أي دائرة حكوميّة، وهوالممثِّل الوحيد لتلك الدّائرة أمام الوزير المنتخب ديمقراطيّاً. أمّا في فيكتوريا والحكومة الأستراليّة، فالمنصب المكافئ هو سكرتير القسم.
يتكون متدرّبي (الطّلبة العسكريّين) قوة الدّفاع الأستراليّة من ثلاثة مديرين عامّين جميعهم برتبة نجمة واحدة:
- المدير العامّ لطلبة البحريّة الأستراليّة
- مدير عامّ طلائع الجيش الأسترالي
- مدير عامّ طلبة القوّات الجويّة الأستراليّة

## كندا
في كندا، يتم استخدام لقب المدير العام في الخدمة المدنيّة الفيدراليّة، والمعروفة باسم الخدمة العامّة في كندا. عادةً لا يكون المدير العام في الحكومة الفيدراليّة هو أكبر موظّف مدني في الدّائرة، وعادةً ما يتبع المديرون العامّون موظّفًا مدنيًّا أعلى رتبة، مثل نائب وزير مساعد أو نائب وزير مشارك. ولكن لا يُستخدم لقب «المدير العام» عادةً في الخدمات المدنيّة لحكومات المقاطعات العشر، ولا في الحكومات الإقليميّة الثلاث؛ بدلاً من ذلك، تَستخدم هذه الخدمات المدنيّة عادةً لقب «المدير التنفيذي» أو «المدير». ومن الجدير بالذّكر أنّ نوّاب الوزراء هم أعلى مستوى بيروقراطي داخل الخدمة المدنيّة الكنديّة في الحكومة الفيدراليّة على المستويات المحلّيّة والإقليميّة، وهم ليسوا سياسيّين بل بيروقراطيّين مُحترفين. بينما خارج الخدمات المدنيّة الفيدراليّة المحلّيّة والإقليميّة، تَستخدم بعض وكالات القطاع العام مثل مجالس المدارس في كيبك لقب «المدير العام».

## الاتحاد الأوروبي

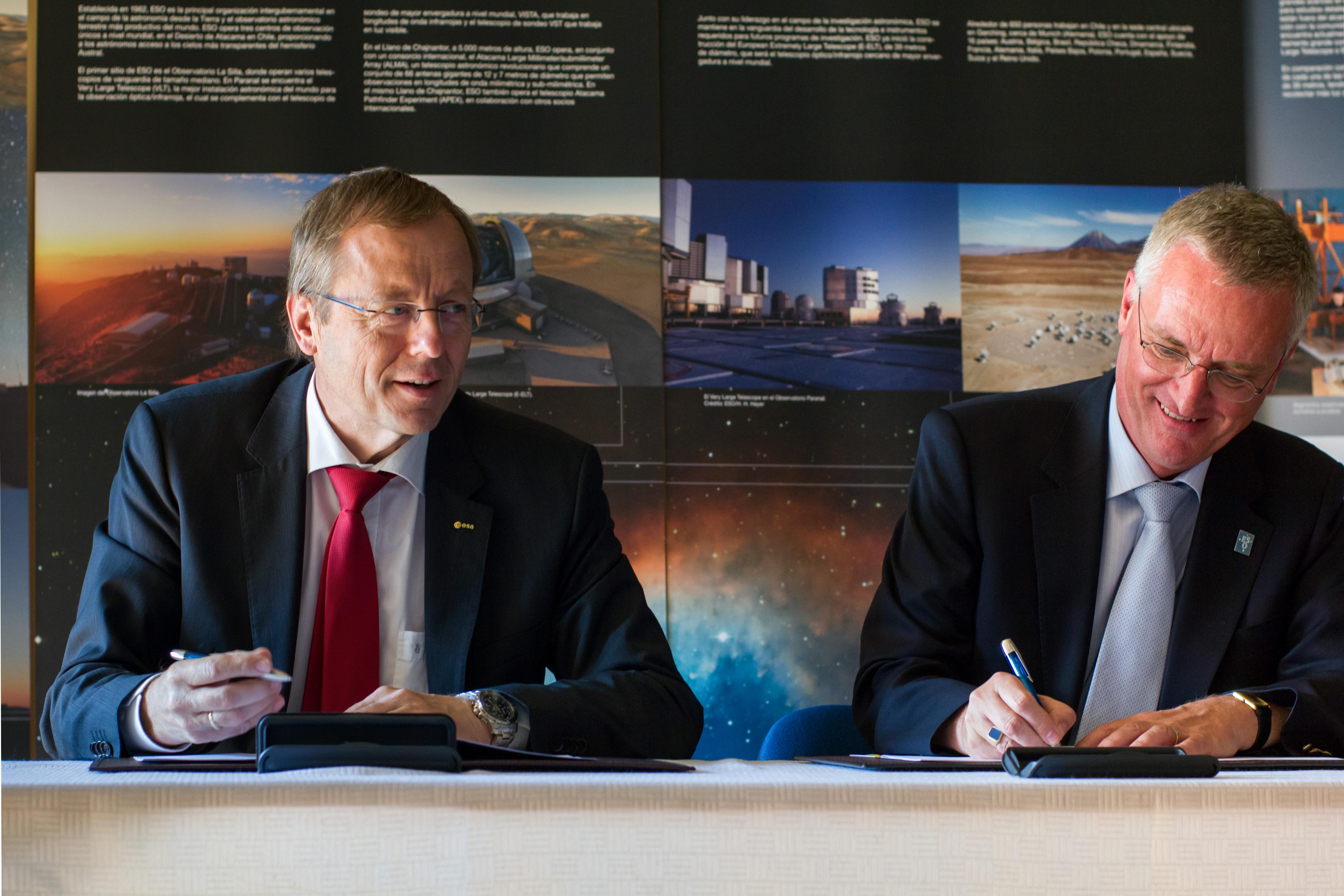
توقيع اتّفاقية تعاون بين المديريْن العامّيْن لـوكالة الفضاء الأوروبيّة والمرصد الأوروبّي الجنوبي.

في المفوَّضِيَّةِ الأوروبيّة ومجلس الاتّحاد الأوروبي، يرأس كل قسم (يسمّى المديريّة العامّة) مدير عامّ غير سياسي، هذا يعادل تقريبًا سكرتير بريطاني دائم.

## فرنسا
في فرنسا، تعني الكلمة المماثلة (رئيس-مدير عام) أعلى شخص في الشّركة، والذي يكون في نفس الوقت رئيسًا لمجلس الإدارة والرّئيس التنفيذي. واعتبارًا من 2001 يمكن تفكيك التّهمتين. يلعب الرّئيس التنفيذي للعمليّات في فرنسا دورًا مشابهًا لدور مسؤول العمليّات التّشغيليّة.
تنقسم الوزارات الفرنسيّة إلى مديريّات عامّة (اتّجاهات عامّة)، تسمّى أحيانًا مديريّات مركزيّة (اتّجاهات مركزيّة) أو ببساطة مديريّات (اتجاهات)، يرأسها على التّوالي مدير عام، أو مدير مركزي، أو مدير.

## أثيوبيا
قبل انقلاب عام 1974 الذي أطاح بحكومة الإمبراطور هيلا سيلاسي، كان كبير موظّفي الخدمة المدنيّة في وزارة حكوميّة أو وكالة حكوميّة مستقلة معروفًا بلقب المدير العام. أمّا في إثيوبيا المعاصرة، يُطلق على المسؤول الرئيسي للوكالات المستقلّة مثل وكالة أمن شبكة المعلومات أو المؤسّسة الإثيوبيّة للاستثمار لقب المدير العام، وكذلك الأقسام من الدّرجة الثّانية داخل الوزارات، أسفل الأمانات [الدّائمة].

## ألمانيا
في ألمانيا، يمكن استخدام لقب «المدير العامّ» للمدير التنفيذي لشركة أو نقابة أو مؤسّسة كبيرة وراسخة، لا سيّما إذا كان لدى المرؤوسين مدير. ومع ذلك، فإنّ العنوان غير رسمي (نظريًّا، يمكن لأي شخص أن يُطلق على نفسه لقب «المدير العام»، وحتّى عمليًّا كل رائد أعمال لديه موظّف واحد يمكن أن يُطلق على نفسه هذا اللقب)، وهو الآن خارج نطاق الاستخدام إلى حد كبير. رسميًّا، تمتلك الشّركة محدودة المسؤوليّة مديرًا إداريًّا، وأكتينجيسلشافت، ومجلسًا للمديرين التنفيذيّين مع رئيس.
يُستخدم هذا المصطلح أيضًا من قبل معهد تايبيه الألماني، البعثة التمثيلية غير الرسمية لألمانيا إلى جمهوريّة الصين (تايوان)، للإشارة إلى رئيس بعثتها.

## الهند
في الهند، يجوز للمدير العام الرّجوع إلى المدير العام لقوّة أمن الحدود أو إلى المدير العام للشّرطة، وهو المسؤول الأعلى رتبة في قوّات الشّرطة المسلّحة المركزيّة، والقوّة الوطنيّة للاستجابة للكوارث، وخفر السّواحل الهندي. بالإضافة إلى ذلك، يُشار أيضًا إلى رؤساء العديد من الوكالات الحكوميّة باسم المديرين العامّين، مثل المدير العامّ للمسح الأثري في الهند، والمدير العامّ للمكتب المركزي للإحصاء، والمدير العامّ للمركز الوطني للمعلومات، والمدير العامّ للمجلس الهندي للبحوث الطبيّة، إلخ.

## إيطاليا
في إيطاليا، المدير العامّ للشّركة هو مسؤول الشّركة الذي يقدّم تقاريره إلى المدير الّتنفيذي وله واجبات مماثلة لضابط العمليات الرئيسية.
تنقسم بعض الوزارات الإيطالية إلى دوائر، والتي تنقسم بدورها إلى مديريّات عامّة يرأسها المدير العامّ. والوزارات الأخرى التي ليس لديها دوائر، تنقسم مباشرة إلى مديريّات عامّة. أمّا في المقاطعات والبلديّات الإيطاليّة الكبرى، المدير العامّ هو المسؤول الإداري الأوّل الذي يرشّحه رئيس المقاطعة أو رئيس البلدية. ويُمنح لقب المدير العامّ أيضًا إلى الرّئيس التنفيذي لشركة رعاية صحّيّة، وهي وكالة عامّة محليّة للخدمات الصحيّة.

## الفلبّين
استُخدمت كلمة المدير العامّ في الفلبّين كأعلى مسؤول تنفيذي للقانون، وهو ما يعني رئيس وكالة إنفاذ القانون. وهذه الوكالات هي:
- الشرطة الوطنية الفلبينية
- وكالة مكافحة المخدرات الفلبينية
- مكتب التصحيحات

## روسيا
في روسيا، المدير العامّ هو أعلى منصب تنفيذي في شركة روسيّة محدّدة، وهو مشابه لرئيس تنفيذي أمريكي، أو مدير عامّ في المملكة المتّحدة. هذا المنصب موجود لجميع الأشكال القانونية لرابطة الدّول المستقلّة مثل شركات المساهمة والشّركات ذات المسؤوليّة المحدودة، باستثناء الشّركات الفرديّة.
المدير العامّ هو «الهيئة التنفيذيّة لشخص واحد» للشّركة. هوَ أو هيَ يتصرّف بدون وكالة قانونية لتمثيل الشّركة ويصدِّر توكيلات للآخرين. تُحدَّد صلاحيّاته من خلال ميثاق الشّركة، بقرار من الاجتماع العامّ للمساهمين أو المشاركين، ومن قِبل مجلس الإدارة.

## إسبانيا
في إسبانيا والمكسيك ودول أخرى ناطقة بالإسبانيّة، مصطلح «المدير العام» لشركة ما (على غرار شركة أمريكيّة) هو إمّا المدير العامّ أو الرّئيس التّنفيذي للشّركة.

## جنوب أفريقيا
في جنوب إفريقيا، يشير المصطلح إلى الرّئيس غير السياسي للحكومة الوطنيّة ودوائرها. لدى حكومات المقاطعات أيضًا مديرون عامون ويؤدّون أدوارًا مماثلة لنظرائهم الوطنيّين.

## السويد
في السّويد، الكلمة السّويديّة (Generaldirektör) والتي تعني المدير العام، هي العنوان العامّ لرئيس وكالة حكوميّة في هذه الدّولة، ما لم تنصّ سلطة أعلى على خلاف ذلك. وتُستخدم كلمة «المدير العام» رسميًا لأغراض التّرجمات الإنجليزيّة.

## المملكة المتحدة
في الخدمة المدنيّة في المملكة المتّحدة، عادةً ما يكون المدير العامّ موظّفًا مدنيًّا كبيرًا في مستوى نطاق الأجور الثالث الذي يرأس مجموعة من المدرين الآخرين ويقدّم تقاريره مباشرة إلى السّكرتير الدّائم للدّائرة. لأسباب تاريخيّة، تمّ الاحتفاظ باللّقب أيضًا باعتباره المسمّى الوظيفي للرّؤساء التّنفيذيّين في بعض المؤسّسات التي سبقت هيكل الموظّف المدني الكبير الحالي، وبالتّالي يمكن استخدامها من قِبل هؤلاء الأشخاص على الرغم من عملهم في نطاقات رواتب مختلفة. على سبيل المثال، يُطلق على رئيس جهاز الأمن الداخلي في المملكة المتّحدة (المخابرات العسكريّة، القسم الخامس) أيضًا اسم المدير العامّ، على الرّغم من حقيقة أنّ الوظيفة على مستوى السكرتير الدّائم (نطاق الأجور الرابع). (انظر الخدمة المدنية (المملكة المتحدة) # مخططات التداول لمزيد من التفاصيل.)
يستخدم الرّئيس التّنفيذي لهيئة الإذاعة البريطانيّة اللّقب أيضًا على الرغم من عدم وجود ارتباط بهيكل درجات الخدمة المدنيّة.

## الولايات المتحدة الأمريكية
يُستخدم هذا المصطلح في المنظّمات الدوليّة والإدارات الحكوميّة، على الرّغم من أنّ هذا النّوع من المناصب يُسمّى بشكل أكثر شيوعًا «المدير التنفيذي» أو «المدير العام» في الولايات المتّحدة. عادةً ما يحمل المسؤول الإداري الأوّل لإحدى شركات الأوبرا في الولايات المتّحدة لقب «المدير العام». كما هذا هو الحال مع المغنّي وقائد الفرقة الموسيقيّة بلاثيدو دومينغو، الذي عمل سابقًا بهذه الصّفة في أوبرا لوس أنجلوس، كما كان يعمل سابقًا في أوبرا واشنطن الوطنيّة. في مثال آخر بارز، عمل سبايت جنكينز كمدير عامّ لأوبرا سياتل لأكثر من ثلاثة عقود. وغالبًا ما يكون المديرون العامّون مسؤولين عن القرارات الفنيّة، مثل تحديد عروض الأوبرا والمطربين الذين يجب تعيينهم، بالإضافة إلى مسؤؤليّتهم في الأمور الماليّة. كما تُعتبر أوبرا متروبوليتان واحدة من الاستثناءات القليلة بين دور الأوبرا الأمريكيّة حيث يُعرف رئيس إدارتها باسم «المدير العام».